# Schießplätze in Wien
Die Schießplätze in Wien dienten zu Übungen in der Handhabung von Schusswaffen für militärischem Gebrauch, sportlicher Verwendung und dem Selbstschutz der Wiener Bürger, falls sie ihre Stadt verteidigen mussten.

## Militärische Schießplätze
- Schießplatz Mauer

Nachdem schon 1864 für die Benutzung von Gemeindegrund der Gemeinde Mauer als Schießplatz vom Militärärar eine Entschädigung entrichtet worden war, wurde 1866 das Grundstück am Wilden Berg in der Nähe der beiden Kasernen in Mauer offiziell gepachtet. Benutzt worden war es aber schon seit 1834 und später hatte man auch ein Munitionsdepot errichtet.
- Schießplatz Kagran

Der Schießplatz Kagran („Elementarschießplatz“ oder auch „k. und k. Garnisonsschießplatz Wien“) wurde 1871 auf einem vom Stift Klosterneuburg gepachteten Grundstück errichtet und bis 1945 durchgehend genutzt. Während der NS-Herrschaft wurde er als Hinrichtungsstätte benutzt. Heute ist er Teil des Donauparks.
- Schießplatz Stammersdorf

Der Schießplatz Stammersdorf wurde um 1940 von der deutschen Wehrmacht im 21. Wiener Gemeindebezirk angelegt und während der Besatzungszeit von der Roten Armee benutzt. Das Österreichische Bundesheer betreibt das verkleinerte Areal als Schießplatz für Handfeuerwaffen (Sturmgewehr, Maschinengewehr und Pistolen). 1993 wurde die Anlage umgebaut und modernisiert.

## Zivile Schießplätze
- Unteres Werd

Der Schießplatz im Unteren Werd ist der älteste Schießplatz von Wien (1444 und 1499 genannt). Er befand sich im Bereich der Taborstraße und der Großen Mohrengasse. Nach Verwüstungen im Jahr 1529 wurde diese Schießstätte 1535 wiederhergestellt. 1546 wurde sie verlegt.
- „Schottenpeunt“

Das Schottenpeunt genannte Areal befand sich zwischen Währinger Straße, Berggasse und Liechtensteinstraße im heutigen 9. Wiener Gemeindebezirk. Die Schießstätte befand sich hier bis 1683 und wurde wegen der Ausdehnung des unverbauten Gebiets vor der Stadtmauer (Glacis) nicht mehr wiederhergestellt.
- Alser Straße / Landesgerichtsstraße

Wegen der im Zuge der zweiten Türkenbelagerung 1683 erfolgten Erweiterung des Glacis wurde die Schießstätte 1684 auf einem „In den 7 Hofstätten“ genannten Grundstück im Bereich Alser Straße / Landesgerichtsstraße angelegt. Ein Teil des Areals wurde 1732 für die Anlage eines als Ersatz für den gesperrten Stephansfriedhof abgetreten. Auf einem anderen Teil wurde später das Landesgericht Wien errichtet.
- Wieden und Hungelbrunn

1831 wurde der Schießplatz an die Grenze von Wieden (Blechturmgasse) und Hungelbrunn (Wiedner Hauptstraße, Rainergasse, Kriehubergasse) verlegt. Hier blieb er bis 1848.
- Niederleger

Bis 1683 besaßen die „Niederleger“ genannten fremden Großhändler einen eigenen Schießplatz in der Alservorstadt im Bereich Währinger Straße – Van-Swieten-Gasse. Auf einem Teil der Schießstätte wurde 1784 das Josephinum errichtet.